# 尼ヶ坂駅
尼ヶ坂駅（あまがさかえき）は、愛知県名古屋市北区大杉一丁目にある、名鉄瀬戸線の駅である。駅番号はST04。

## 歴史
- 1911年（明治44年）5月23日 - 開業。
- 1956年（昭和31年）10月15日 - 路線改設に伴い、ほぼ南北方向であった駅が、東西方向となる。
- 1989年（平成元年）12月10日 - 上り線が高架化[1]。
- 1990年（平成2年）9月30日 - 下り線が高架化[2][3]。
- 2006年（平成18年）
  - 7月25日 - 無人化[2]。駅集中管理システム導入。
  - 12月16日 - トランパス対応開始。
- 2011年（平成23年）2月11日 - ICカード乗車券「manaca」供用開始。
- 2012年（平成24年）2月29日 - トランパス供用終了。
- 2019年（平成31年）3月29日 - SAKUMACHI商店街I期施設がオープン[4]。

## 駅構造
相対式2面2線ホームの高架駅。駅集中管理システムが導入された無人駅である、2017年（平成29年）度よりバリアフリー化工事が行われていたが2018年（平成30年）4月に終了した。
| 番線 | 路線      | 方向 | 行先         |
| ---- | --------- | ---- | ------------ |
| 1    | ST 瀬戸線 | 下り | 尾張瀬戸方面 |
| 2    | ST 瀬戸線 | 上り | 栄町ゆき     |

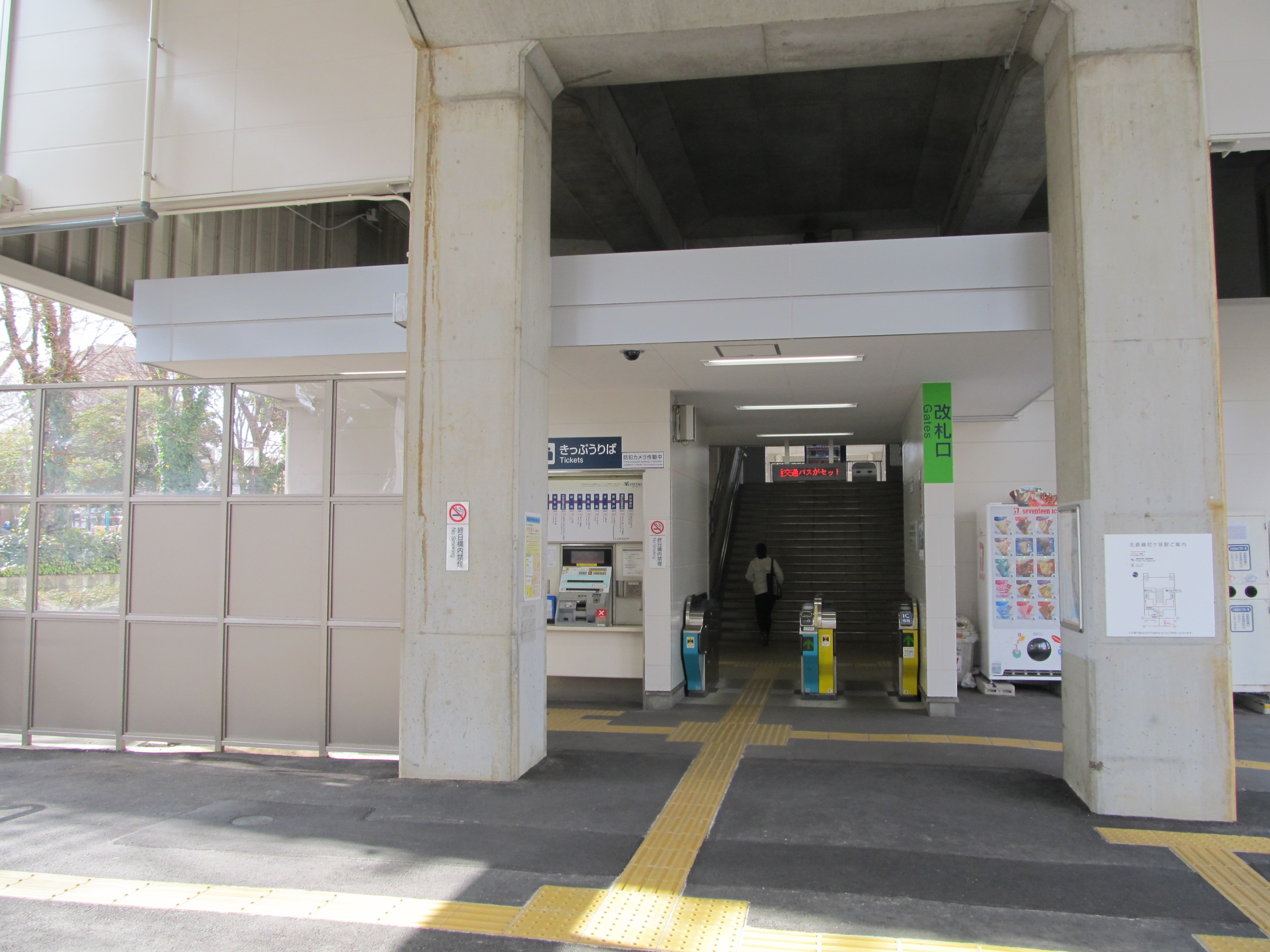
改札口
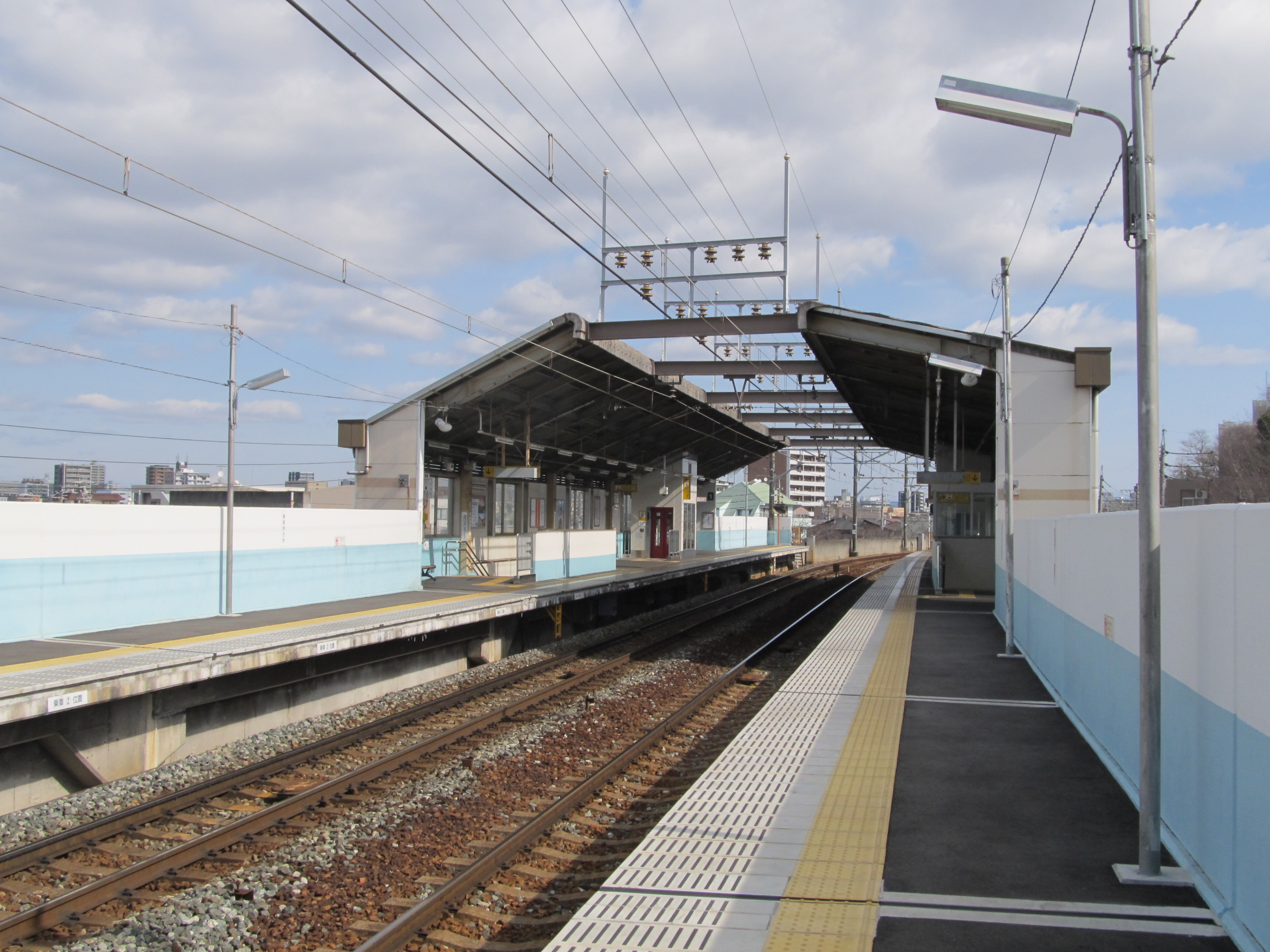
ホーム
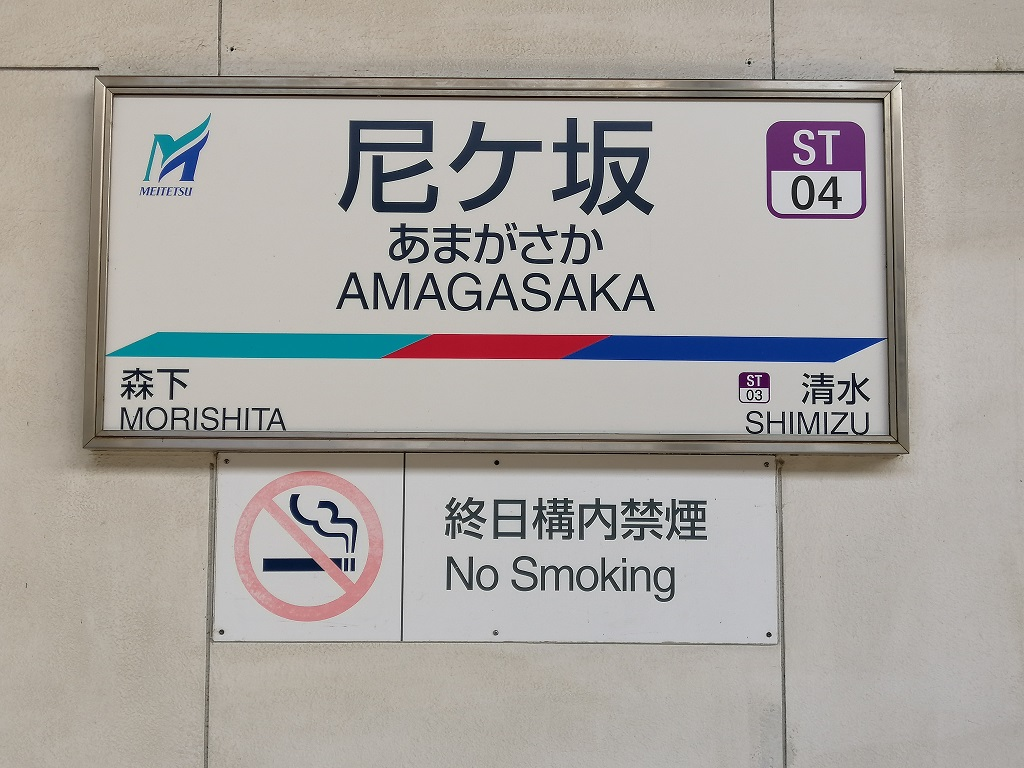
駅名標

### 配線図
| ← 大曽根・ 尾張瀬戸方面 | 尼ヶ坂駅 構内配線略図 | → 栄町方面 |
| 凡例 出典:              |                       |            |

## 駅周辺
最寄のバス停は、「東杉町一丁目」・「大杉小学校」（名古屋市営バス（名古屋市交通局））。基幹バス（名古屋市営バス（名古屋市交通局）・名鉄バス）「白壁」バス停も徒歩圏である。隣の清水駅との距離も500mほどしか離れておらず、徒歩で行き来ができる。
- 尼ヶ坂
  - 駅名の由来となった坂道で当駅の南にある。古くから台地の上にに抜ける道で、江戸時代、この辺りの高位の武士と村娘の悲話が尼ヶ坂の由来と言われている。
- 敷島製パン本社
- ユニクロ白壁店
- 名古屋市立工芸高等学校
- 金城学院中学校・高等学校
- 名古屋市立大杉小学校
- 名古屋市立東白壁小学校
- 片山神社
- 長久寺
- 尼ヶ坂公園
- 日本基督教団名古屋北教会
- 白壁フランテ
- SAKUMACHI商店街

## 利用状況
- 「移動等円滑化取組報告書」によれば、2020年度の1日平均乗降人員は3,498人である[7]。
- 『名鉄120年：近20年のあゆみ』によると2013年度当時の1日平均乗降人員は3,327人であり、この値は名鉄全駅（275駅）中127位、瀬戸線（20駅）中15位であった[8]。
- 『名古屋鉄道百年史』によると1992年度当時の1日平均乗降人員は3,642人であり、この値は岐阜市内線均一運賃区間内各駅（岐阜市内線・田神線・美濃町線徹明町駅 - 琴塚駅間）を除く名鉄全駅（342駅）中121位、瀬戸線（19駅）中14位であった[9]。
- 名古屋市統計年鑑によると、当駅の一日平均乗車人員は、以下の通り推移している。
  - 2005年度：1,505人
  - 2006年度：1,504人
  - 2007年度：1,519人
  - 2008年度：1,553人
  - 2009年度：1,555人

※ 利用者はそれほど多くないが、2019年（令和元年）のSAKUMACHI商店街の開業に伴い若干増加している。

## 隣の駅
名古屋鉄道
ST 瀬戸線
■急行・■準急
通過
■普通
清水駅（ST03） - 尼ヶ坂駅（ST04） - 森下駅（ST05）
- 1956年までは隣の森下駅との間に社宮祠駅が存在した。